# 蒔田広城

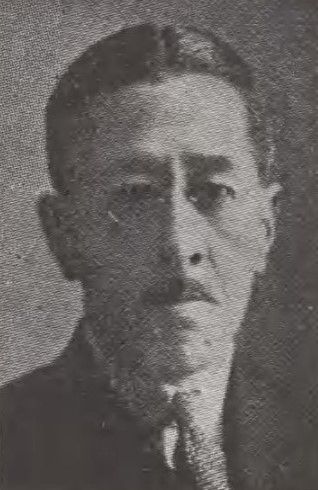
蒔田広城

蒔田 広城（まきた ひろなり、旧字体：蒔田 廣城、1881年（明治14年）8月25日 - 1943年（昭和18年）3月18日）は、大正から昭和期の実業家、政治家、華族。貴族院子爵議員。幼名・新之助。

## 経歴
元伊予宇和島藩主・伊達宗城の十一男として生まれ、子爵・蒔田広孝の養子となる。養父の隠居に伴い、1912年（明治45年）7月20日に子爵を襲爵した。
学習院を経て、京都帝国大学法科大学を修了。1911年、アメリカ合衆国を視察。帰国後、小田原急行沿線企業の重役を務めた。
1919年（大正8年）12月26日、貴族院子爵議員補欠選挙で当選し、1925年（大正14年）7月9日まで在任。さらに、1932年（昭和7年）7月10月、貴族院子爵議員に当選し、研究会に所属して活動し1939年（昭和14年）7月9日まで通算2期在任した。

## 親族
- 妻：ろく（旧姓・前田、末広重雄養女）[1]
- 長男：広靖（子爵、旧名・明一、海軍主計少佐）[1]